# 李丙琪
李丙琪（1947年6月12日—），大韓民國保守派政治人物，曾任青瓦臺秘書室長和韓國駐日本大使。

## 生平
李丙琪中學就讀景福高等學校，後進入首爾大學獲取國際關係學士。
2013年6月接替申珏秀出任大韓民國駐日本大使至2014年6月卸任回國。
2015年3月1日，韩国總統朴槿惠任命他為總統秘書室室長。到4月9日，商人成完鍾自殺，遺書揭發李丙琪可能涉及行賄，他表示二人是朋友，但絕無金錢交易，同時表示若果調查發現自己有受賄的嫌疑，他將立刻辭職。
2017年11月14日，李丙琪被韓國檢方紧急逮捕。因涉嫌在担任国情院院长期间向朴槿惠定期“纳贡”，与两名前任院長元世勳和南在俊“上贡”总金额达40亿韩元。
2018年6月15日，韓國首爾中央地方法院宣判，李丙琪因挪用公款罪名成立，判處有期徒刑3年6個月，即時執行。同案兩名被告南在俊和李炳浩分別是有期徒刑3年及3年6個月。